# Swedish Open 2014
Swedish Open 2014 — тенісний турнір, що проходив на кортах з ґрунтовим покриттям. Це був 67-й за ліком турнір серед чоловіків і 6-й - серед жінок. Належав до серії 250 у рамках Туру ATP 2014, а також серії International у рамках Туру WTA 2014. Відбувся в Бостаді (Швеція). Тривав з 7 до 13 липня 2014 року серед чоловіків і з 14 до 20 липня 2014 року серед жінок.

## Очки і призові

### Нарахування очок
| Дисципліна                 | П   | Ф   | ПФ  | ЧФ | 1/8 | 1/16 | Q   | Q3  | Q2  |
| Чоловіки, одиночний розряд | 250 | 150 | 90  | 45 | 20  | 0    | 12  | 6   | 0   |
| Чоловіки, парний розряд    | 250 | 150 | 90  | 45 | 0   | Н/Д  | Н/Д | Н/Д | Н/Д |
| Жінки, одиночний розряд    | 280 | 180 | 110 | 60 | 30  | 1    | 18  | 12  | 1   |
| Жінки, парний розряд       | 280 | 180 | 110 | 60 | 1   | Н/Д  | Н/Д | Н/Д | Н/Д |

### Призові гроші
| Дисципліна                 | П       | F       | ПФ      | ЧФ      | 1/8    | 1/16   | Q3     | Q2   |
| Чоловіки, одиночний розряд | €77,315 | €40,720 | €22,060 | €12,565 | €7,405 | €4,385 | €710   | €340 |
| Жінки, одиночний розряд    | $43,000 | $21,400 | $11,500 | $6,175  | $3,400 | $2,100 | $1,020 | $600 |
| Чоловіки, парний розряд    | €23,500 | €12,350 | €6,690  | €3,830  | €2,240 | Н/Д    | Н/Д    | Н/Д  |
| Жінки, парний розряд       | $12,300 | $6,400  | $3,435  | $1,820  | $960   | Н/Д    | Н/Д    | Н/Д  |

## Учасники чоловічих змагань

### Сіяні
| Країна     | Гравець              | Рейтинг1 | Сіяний |
| ---------- | -------------------- | -------- | ------ |
| Іспанія    | Давид Феррер         | 7        | 1      |
| Іспанія    | Томмі Робредо        | 22       | 2      |
| Іспанія    | Фернандо Вердаско    | 24       | 3      |
| Польща     | Єжи Янович           | 25       | 4      |
| Португалія | Жуан Соуза           | 41       | 5      |
| Франція    | Жеремі Шарді         | 42       | 6      |
| Аргентина  | Карлос Берлок        | 43       | 7      |
| Іспанія    | Пабло Карреньо Буста | 60       | 8      |

- 1 Рейтинг подано станом на 23 червня 2014

### Інші учасники
Учасники, що отримали вайлд-кард на участь в основній сітці:
- Markus Eriksson
- Крістіан Лінделл
- Еліяс Імер

Нижче наведено гравців, які пробились в основну сітку через стадію кваліфікації:
- Раду Албот
- Іньїго Сервантес
- Ренцо Оліво
- Альберт Рамос-Віньйолас

### Знялись з турніру
До початку турніру
- Ніколас Альмагро
- Лукаш Кубот

### Завершили кар'єру
- Єжи Янович
- Поль-Анрі Матьє (хвороба)
- Пере Ріба (травма шиї)

## Учасники основної сітки в парному розряді

### Сіяні
| Країна    | Гравець        | Країна    | Гравець           | Рейтинг1 | Сіяний |
| --------- | -------------- | --------- | ----------------- | -------- | ------ |
| Іспанія   | Давід Марреро  | Іспанія   | Фернандо Вердаско | 26       | 1      |
| Німеччина | Андре Бегеманн | Швеція    | Роберт Ліндстедт  | 61       | 2      |
| Польща    | Томаш Беднарек | Фінляндія | Генрі Контінен    | 125      | 3      |
| Швеція    | Юган Брунстрем | США       | Ніколас Монро     | 130      | 4      |

- Рейтинг подано станом на 23 червня 2014

### Інші учасники
Нижче наведено пари, які отримали вайлдкард на участь в основній сітці:
- Isak Arvidsson /  Markus Eriksson
- Daniel Windahl /  Еліяс Імер

Наведені нижче пари отримали місце як заміна:
- Дастін Браун /  Душан Лайович

### Знялись з турніру
До початку турніру
- Пере Ріба (травма шиї)

## Учасниці

### Сіяні
| Країна     | Гравчиня                | Рейтинг1 | Сіяна |
| ---------- | ----------------------- | -------- | ----- |
| Франція    | Алізе Корне             | 21       | 1     |
| Росія      | Анастасія Павлюченкова  | 23       | 2     |
| Італія     | Каміла Джорджі          | 40       | 3     |
| Казахстан  | Ярослава Шведова        | 52       | 4     |
| Словаччина | Анна Кароліна Шмідлова  | 57       | 5     |
| Німеччина  | Анніка Бек              | 59       | 6     |
| Іспанія    | Марія Тереса Торро Флор | 60       | 7     |
| Словенія   | Полона Герцог           | 61       | 8     |

- 1 Рейтинг подано станом на 7 липня 2014

### Інші учасниці
Учасниці, що отримали вайлд-кард на участь в основній сітці:
- Софія Арвідссон
- Алізе Корне
- Ребекка Петерсон

Нижче наведено гравчинь, які пробились в основну сітку через стадію кваліфікації:
- Габріела Дабровскі
- Рішель Гогеркамп
- Анетт Контавейт
- Тереза Мартінцова
- Юлія Путінцева
- Лаура Зігемунд

### Знялись з турніру
До початку турніру
- Ваня Кінґ
- Івонн Мейсбургер
- Паула Ормаечеа
- Флавія Пеннетта
- Карла Суарес Наварро
- Серена Вільямс
- Барбора Стрицова

### Завершили кар'єру
- Ірина-Камелія Бегу (травма правого стегна)
- Тельяна Перейра (травма правого коліна)

## Учасниці в парному розряді

### Сіяні
| Країна    | Гравчиня           | Країна  | Гравчиня               | Рейтинг1 | Сіяна |
| --------- | ------------------ | ------- | ---------------------- | -------- | ----- |
| Німеччина | Юлія Гергес        | Польща  | Катажина Пітер         | 94       | 1     |
| Канада    | Габріела Дабровскі | Польща  | Алісія Росольська      | 131      | 2     |
| Іспанія   | Лара Арруабаррена  | Іспанія | Сільвія Солер-Еспіноса | 161      | 3     |
| Росія     | Олександра Панова  | Франція | Лаура Торп             | 181      | 4     |

- 1 Рейтинг подано станом на 7 липня 2014

### Інші учасниці
Нижче наведено пари, які отримали вайлдкард на участь в основній сітці:
- Софія Арвідссон /  Гільда Меландер
- Юганна Ларссон /  Ребекка Петерсон

### Знялись з турніру
Під час турніру
- Тельяна Перейра (травма правого коліна)

## Переможці

### Чоловіки, одиночний розряд
- Пабло Куевас —  Жуан Соуза, 6–2, 6–1

### Жінки, одиночний розряд
- Мона Бартель —  Шанелль Схеперс, 6–3, 7–6(7–3)

### Чоловіки, парний розряд
- Юган Брунстрем /  Ніколас Монро —  Жеремі Шарді /  Олівер Марах, 4–6, 7–6(7–5), [10–7]

### Жінки, парний розряд
- Андрея Клепач /  Марія Тереса Торро Флор —  Джоселін Рей /  Анна Сміт, 6–1, 6–1